# Аделард Батский
Аделард Батский (лат. Athelardus Bathensis; около 1080 — около 1160) — английский философ-схоласт.
Учился в Туре и Лане, совершил семилетнее путешествие по Северной Африке и Малой Азии. После возвращения написал несколько оригинальных сочинений, перевёл важнейшие научные труды с греческого и арабского на латинский язык («Начала» Евклида, астрономические таблицы Аль-Хорезми).
Его философские сочинения (главное — диалог «О тождественном и различном») оказали влияние на средневековых философов: Роджера Бэкона, Гильома Конхезия, Гуго Сен-Викторского и других.

## Список сочинений
- Regule abaci
- De avibus
- Quaestiones naturales seu physicae
- De eodem et diverso
- De cura accipitrum

## Издания трудов на русском языке
- Аделард Батский. О тождественном и различном / Пер. с лат., примеч. и вступ. ст. Р. Л. Шмаракова // Философия. Журнал Высшей школы экономики. 2018. Т. 2. № 3. С. 205—246.